# Selva di Cadore
Selva di Cadore település Olaszországban, Veneto régióban, Belluno megyében, a Dolomitokban, a Fiorentina-völgyben. Lakosainak száma 501 fő (2023. január 1.). Selva di Cadore Alleghe, Borca di Cadore, Colle Santa Lucia, San Vito di Cadore és Val di Zoldo községekkel határos.

## Népesség
A település lakossága az elmúlt években az alábbi módon változott:
| Lakosok száma | 513  | 508  | 501  |
|               | 2017 | 2018 | 2023 |